# Diego Censi
Diego Censi (5 settembre 1969) è un ex cestista italiano con cittadinanza svizzera.

## Palmarès
- Campionato svizzero: 1

Lugano: 1999-00
- LNB: 1

SAM Massagno: 2007-08